# Aloe haworthioides
Aloe haworthioides é uma espécie de liliopsida do gênero Aloe, pertencente à família Asphodelaceae.